# Haimbachia indistinctalis
Haimbachia indistinctalis é uma espécie de mariposa pertencente à família Crambidae. Foi descrita pela primeira vez por Capps em 1965.  Pode-se encontrar na América do Norte, nomeadamente no Texas.